# Maria Àngels Bogunyà i Carulla
Maria Àngels Bogunyà i Carulla (Molins de Rei, Baix Llobregat, 12 de desembre de 1947) és una escriptora catalana. Va estudiar filosofia i lletres i és diplomada en magisteri. Ha treballat com a professora en diversos camps de l'educació: a l'escola de primària, amb adults i també en educació especial amb infants discapacitats mentals, autistes i sords. Els últims anys ha compaginat diverses feines editorials, com ara traduccions de literatura infantil i juvenil, dinamitzacions i motivacions lectores, narracions de contes i guions per a àlbums il·lustrats… amb escriure per a infants i joves. Actualment, la literatura és l'activitat a la qual dedica més temps. La seva obra ha estat traduïda a diverses llengües, com l'asturlleonès, el basc, el gallec, el castellà i el francès.
Ha publicat els següents llibres:
- El tren i la lluna. Barcelona: La Galera, 1988
- Un any fora de casa. Barcelona: La Galera, 1988
- El semàfor. Barcelona: La Galera, 1989
- Cau i foguera. Barcelona: La Galera, 1989
- La ruta prohibida. Barcelona: La Galera, 1990
- El pirata Higini. Barcelona: La Galera, 1991
- Embolica que fa fort. Barcelona: Edelvives, 1991
- Cinquanta mil peles per un bigoti. Barcelona: Cruïlla, 1994
- Temporal a l'illot Negre. Barcelona: Cruïlla, 2000
- L'ull verd. Barcelona: Edebé, 2000
- Les petjades misterioses. Barcelona: Edebé, 2003
- Les veus protectores. Barcelona: Baula, 2004
- Les aventures de la Hilda. Barcelona: Alfaguara – Grup Promotor, 2005
- La Fede, la Soli, la Loli i el panoli. Barcelona: Baula, 2006
- Un gos gairebé ferotge. Barcelona: Baula, 2008

Ha rebut diversos premis literaris entre ells:
- Premi Guillem Cifré de Colonya 1988, per Cau i Foguera.
- Premi Josep M. Folch i Torres 1989, per La ruta prohibida.
- Premi de literatura infantil El Vaixell de Vapor 1999, per Temporal a l'Illot Negre.
- Premi Crítica Serra d'Or 2005, en la categoria juvenil, per Les veus protectores.